# BYD Yuan
BYD Yuan – samochód osobowy typu crossover klasy subkompaktowej produkowany pod chińską marką BYD w latach 2015–2022 oraz jako BYD Yuan Pro od 2023 roku.

## Historia i opis modelu

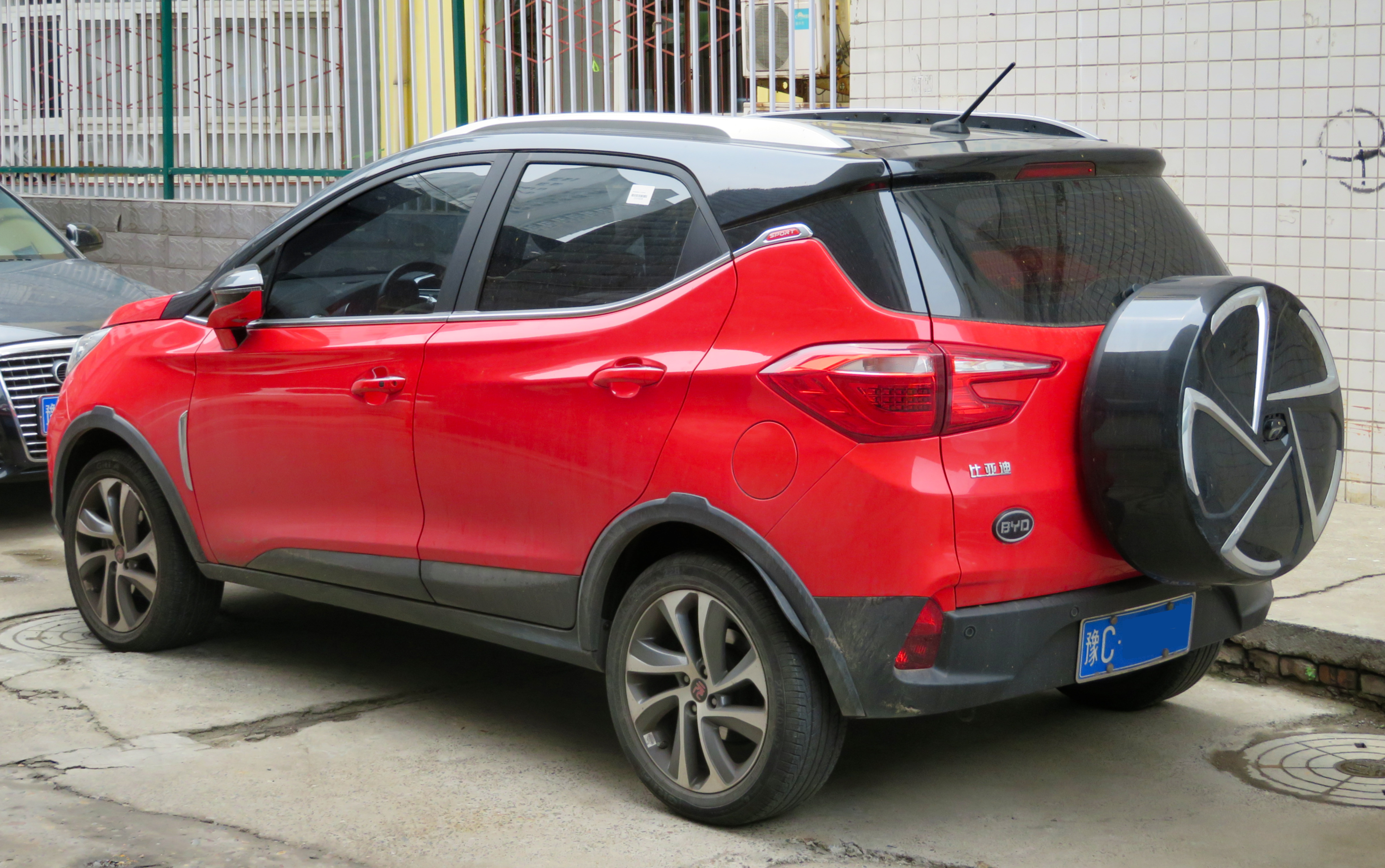
BYD Yuan - tył

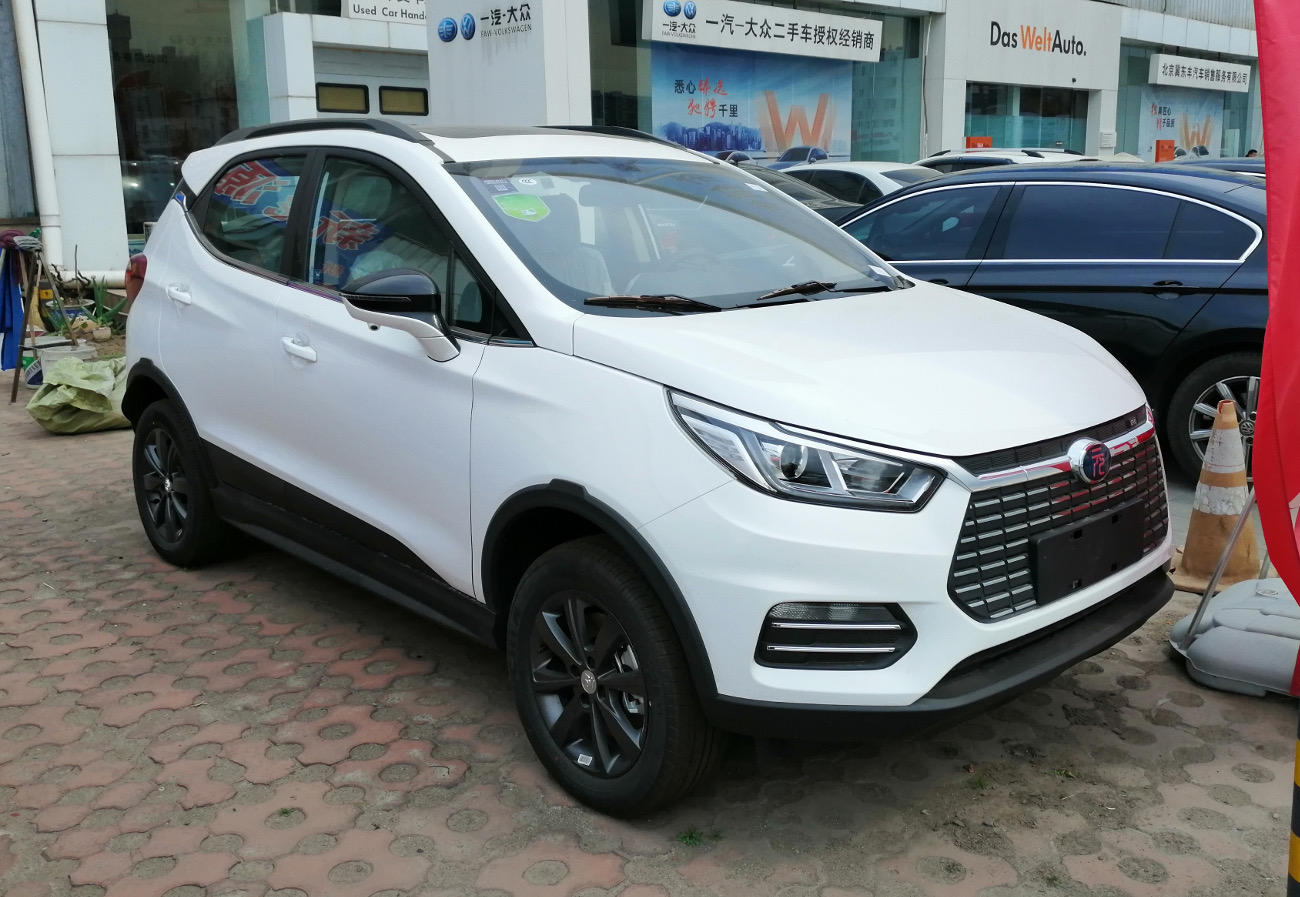
BYD Yuan po liftingu

Wiosną 2015 roku BYD poszerzył swoją gamę o najmniejszego i najtańszego crossovera pod nazwą BYD S1. Podobnie do konkurencyjnego Forda EcoSport, samochód zyskał wąską i wysoką sylwetkę, z dwubarwnym malowaniem nadwozia i charakterystycznym, zewnętrznie umieszczonym kołem zapasowym przymocowanym do pokrywy bagażnika.
W drugiej połowie 2015 roku BYD wprowadził nowy porządek w nazewnictwie, wycofując dotychczasowe oznaczenia alfanumeryczne na rzecz określeń nawiązujących do historycznych dynastii cesarskich w Chinach. W ten sposób, wariant spalinowy na przełomie 2015 i 2016 roku przejął od hybrydowego wariantu nazwę BYD Yuan.

### Yuan DM
Podobnie do większego modelu S3, także i równolegle z premierą crossovera S1 do sprzedaży trafił spalinowo-elektryczny wariant pod nazwą BYD Yuan DM. Znany z innych modeli układ napędowy typu Dual Motor połączył 1,5-litrowy silnik benzynowy z dwoma silnikami elektrycznymi, rozwijając 100 km/h w 4,9 sekundy.

### Lifting
W lipcu 2018 roku BYD Juan przeszedł obszerną restylizację nadwozia, adaptując charakterystyczny wygląd pasa przedniego z serii Dragon Face. Reflektory umieszczono wyżej, zyskując agresywnie ukształtowane reflektory połączone chromowaną poprzeczką oraz trapezoidalny wlot powietrza. W kabinie pasażerskiej zastosowano dodatkowo nowy wygląd deski rozdzielczej, z mniej zabudowaną konsolą centralną zabudowaną przez dotykowy wyświetlacz systemu multimedialnego.

### Silniki
- L4 1.5l
- L4 1.5l Turbo

### Yuan EV

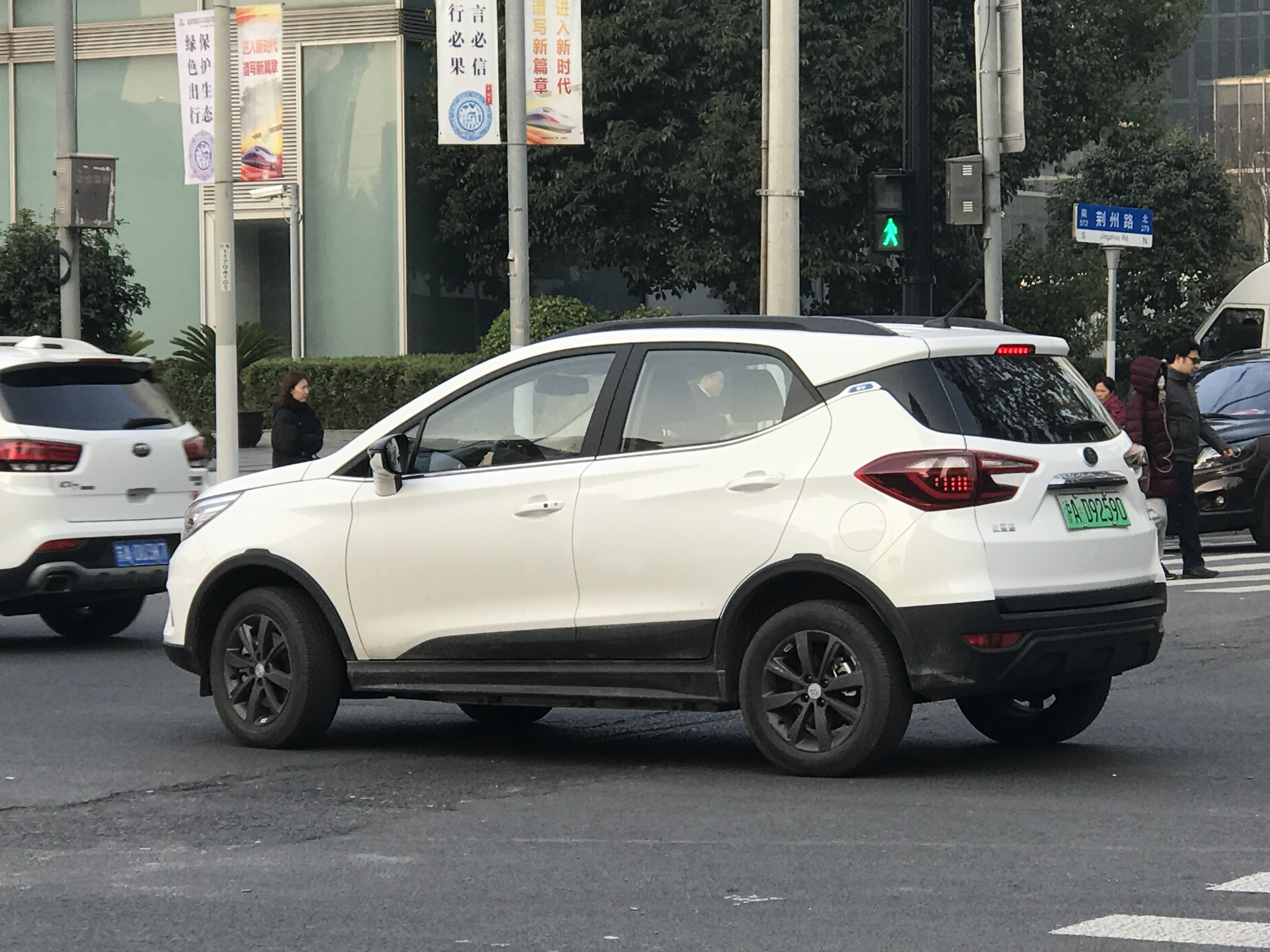
BYD Yuan EV - tył

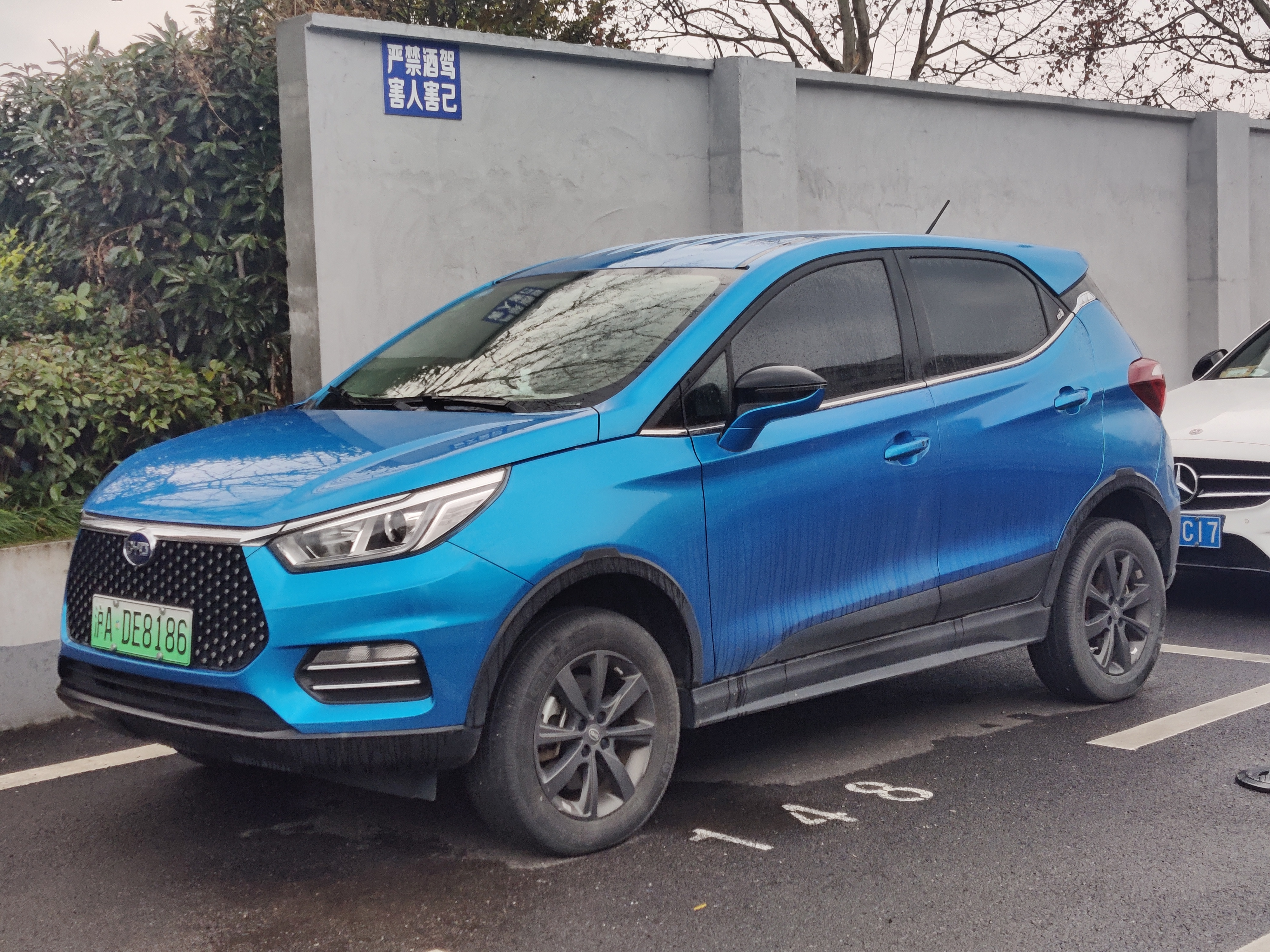
BYD S2

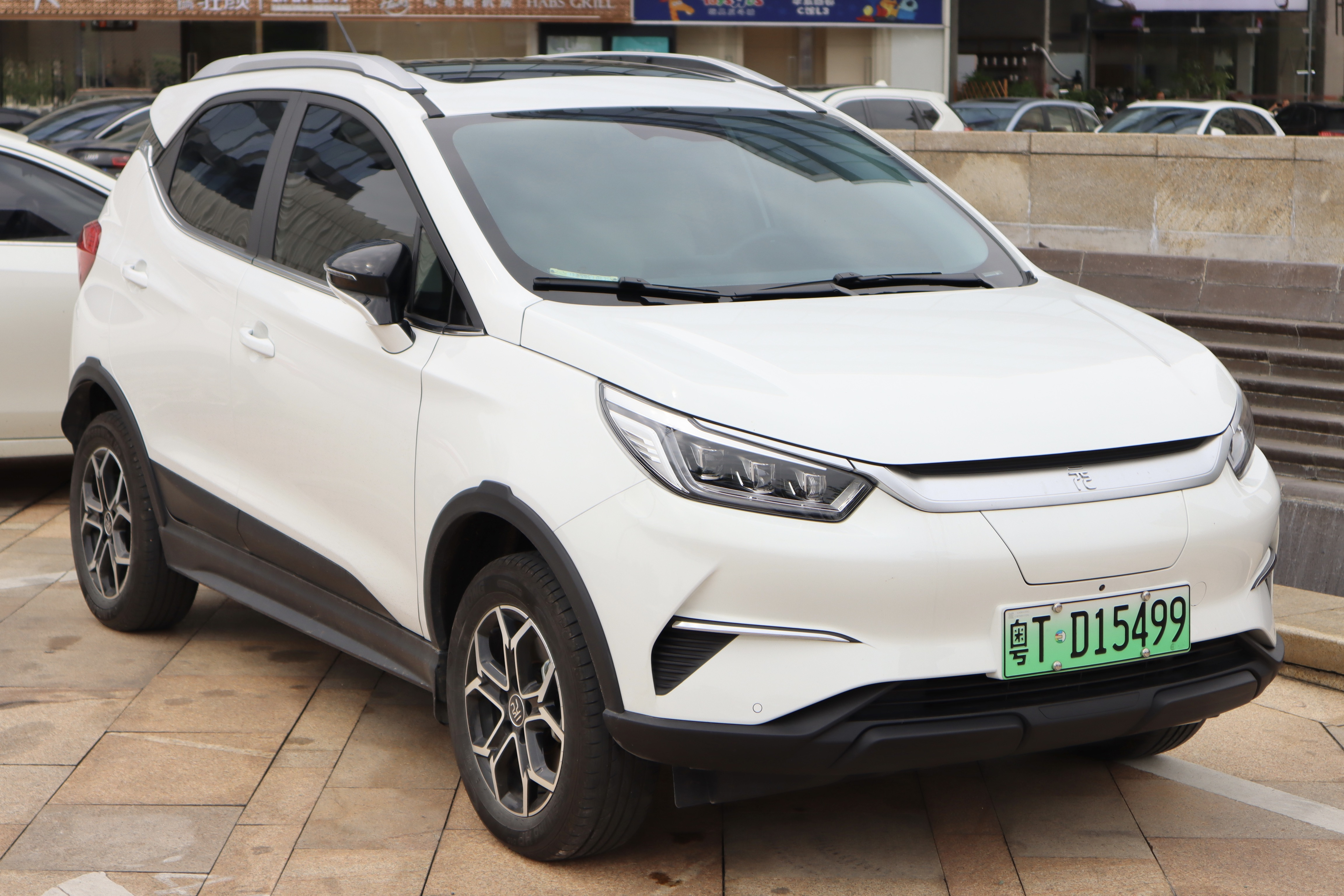
BYD Yuan EV po liftingu

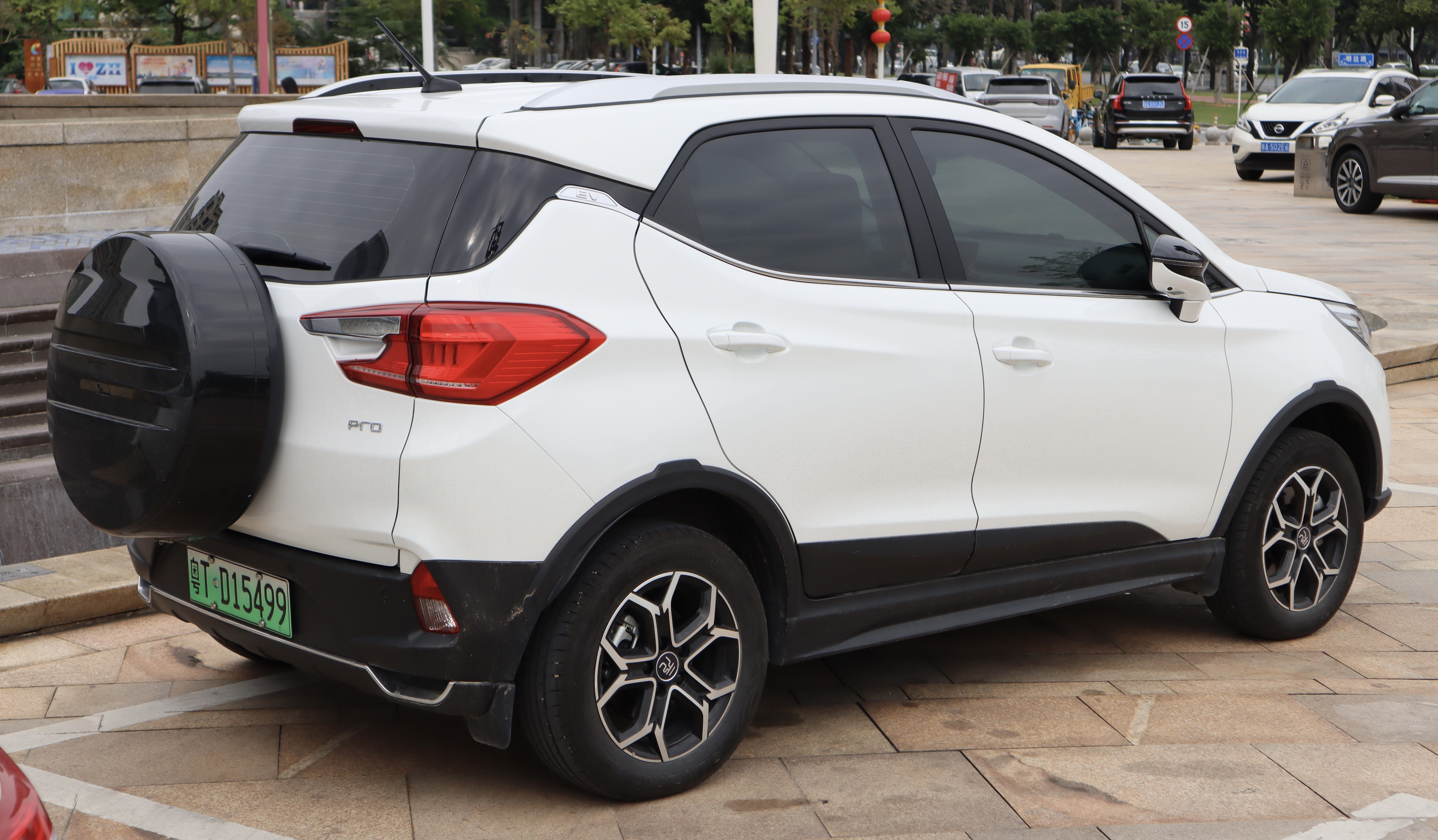
BYD Yuan EV - tył po liftingu

BYD Yuan EV został zaprezentowany po raz pierwszy w 2018 roku.
Równolegle z restylizacją Yuana, BYD poszerzył ofertę także o elektryczny wariant. Pod kątem wizualnym odróżnił się on jedynie zaślepką zamiast tradycyjnego wlotu powietrza, z kolei w kabinie pasażerskiej wygospodarowano m.in. wyświetlacz dla kierowcy, który przedstawia informacje o parametrach układu napędowego i stanu zużycia energii elektrycznej.
W sierpniu 2020 roku BYD zdecydował się zakończyć produkcję spalinowego wariantu Yuana, koncentrując się odtąd wyłącznie na produkcji odmiany elektrycznej Yuan EV. W 2021 roku samochód przemianowano na BYD Yuan Pro jako tańszą alternatywę dla większego Yuana Plus.

### S2
W kwietniu 2019 roku BYD poszerzył swoją ofertę modelową o tańszy i mniejszy wariant Yuana EV, podobnie jak on będąc samochodem elektrycznym. BYD S2 wyposażony został w 94-konny silnik elektryczny, oferując maksymalny zasięg na jednym ładowaniu do 189 kilometrów. Pozostał on w produkcji do 2022 roku.

### Lifting
Pod koniec 2020 roku BYD Yuan EV przeszedł obszerną restylizację pasa przedniego, w ramach której został on upodobniony do sztandarowej limuzyny Han EV. Przednia część nadwozia utraciła imitację atrapy chłodnicy na rzecz większego, jednorodnego panelu w zderzaku, z kolei pomiędzy reflektorami znalazła się chromowana poprzeczka. Tuż pod nią umieszczono klapkę portu do ładowania.

### Dane techniczne
BYD Yuan EV trafił do sprzedaży w dwóch wariantach: z silnikiem elektrycznym o mocy 94 KM lub 218 KM, różniących się osiągami oraz ceną. W obu przypadkach bez zmian pozostała bateria, która dzięki pojemności 43,2 kWh umożliwia zasięg na jednym ładowaniu do ok. 305 kilometrów.